# 정통제
명 영종 정통제 → 천순제(明 英宗, 1427년 11월 29일(음력 11월 11일) ~ 1464년 2월 23일(음력 1월 17일))는 중국 명나라의 제6대 황제(재위 1435년 ~ 1449년, 복위 1457년 ~ 1464년)이다. 휘는 기진(祁鎭)이다. 명 왕조 사상 첫 복위를 한 황제로, 정통(正統)의 연호를 사용하였다가, 복위 후에 천순(天順)으로 개원하였다. 명나라는 일세일원제(一世一元制), 즉 한 황제마다 하나의 연호만을 사용하는 것을 원칙으로 하였으나 명나라 황제 중, 유일하게 복위하여 연호를 개원하였으므로 혼란을 피하기 위해 묘호인 명 영종(明英宗)이라고 칭하기도 한다. 선덕제(宣德帝)의 장남이며, 경태제(景泰帝)의 이복형이다. 어머니는 효공장황후 손씨(孝恭章皇后 孫氏)이다. 묘호는 영종(英宗)이며, 시호는 법천입도인명성경소문헌무지덕광효예황제(法天立道仁明誠敬昭文憲武至德廣孝睿皇帝)이다.
9살의 어린나이에 즉위했으며 정치에 무관심하고 무능하였다. 섭정인 조모 성효소황후가 1442년에 사망한후 자신의 어릴적 선생이었던 환관 왕진에게 국정을 일임해버렸다. 환관이 실권을 잡고 국정을 농단하자 명나라는 혼란에 빠졌다. 1449년에는 몽골족의 침입을 막고자 영종이 친정을 나갔다가 황제가 적국에 생포당하는 중국역사상 전례없는 사건이 벌어지기도 하였다. 환궁후 태상황이 되어 사실상 유폐된채 지내다가 1457년에 복위되었으나 특별히 내세울만한 업적은 없고 궁녀들의 순장제도를 폐지한게 전부라 할 수 있다.

## 즉위
1435년 선덕제가 죽자, 9살이라는 어린 나이에 명나라 황제가 되었다. 정통제의 나이가 어렸으므로 황제의 조모인 태황태후 장씨(太皇太后 張氏, 성효소황후)가 섭정을 하고 양명(楊榮), 양사기(楊士奇), 양부(楊溥)를 비롯한 선대의 충신들에 의해 안정된 정국을 이끌어 나갔다. 그러나 충신들이 연로하여 차례로 사망하고 태황태후마저 1442년에 사망하자 환관 왕진(王振)이 권력을 잡고 전횡을 일삼았다. 권력을 잡은 직후 가장 먼저 왕진이 한일은 명태조 주원장이 환관억제책의 실행을 분명하게 하기 위하여 '환관의 정치 간여금지'를 천명하며 궁문에 세워놓은 철패를 부셔버렸다.
정통제는 아직 나이가 어리고 경험도 부족한데다가 정치에도 관심이 없었기에 왕진(王振)을 총애하며 국정을 맡겨 버렸다. 권모술수에 능했던 왕진은 내시 양성기관인 내서당의 출신으로, 학식이 뛰어나서 정통제의 황태자 시절에 교육을 담당했었다. 정통제가 즉위후에 사례감의 우두머리 태감이 되었고, 측근으로서 황제를 보좌하며 문서를 대필하는등의 직무를 수행하였는데, 문서를 조작하는등 전횡을 행하고 국정을 농단했다. 이후 명나라는 환관의 전횡과 폐단으로 여러 차례 파국을 맞게 된다. 

## 토목의 변
환관 왕진의 전횡과 더불어 명나라 초기의 안정적인 조정은 해이해지기 시작했고, 1449년에는 몽골계 부족인 오이라트(Oirāt)가 세력을 형성하고 무역의 확장을 위해 명과 교섭하였으나 여러 차례 결렬되자 오이라트족의 족장 에센은 명나라 변방에 침입하였다. 이에 환관 왕진(王振)은 정통제에게 직접 친정(親征)을 간청했으나 이부상서와 병부상서는 친정을 만류했다. 하지만 정통제는 왕진의 건의를 받아들여 오이라트족을 친정하고자 50만의 군대를 이끌고 북진했으나, 50만 명의 군사중에는 문신(文臣), 귀족(貴族) 등 전쟁과 무관한 이들을 포함시켜 군대의 규모를 과시하였다.
전투에서 비정예군이 오이라트족에게 대패하였음에도 여러 군신들의 말을 듣지 않은 채 왕진이 국정을 농단하였다. 이들의 패전 소식은 북경(北京) 조정에 큰 충격을 주었고, 남경(南京) 천도설이 나왔지만 병부시랑 우겸(于謙)이 "남쪽으로 도망하여 멸망한 송(宋, 960년 ~ 1279년)의 예를 못 보았느냐며 북경은 천리이므로 사수하여야 한다" 라고 강력히 주장하여 조정을 안정시켰다.
한편 에센족은 명군의 수급로를 차단하고 연승하였으나 환관 왕진은 이 와중에도 신하들의 충고를 무시하는 등 전횡을 일삼다가 피살당하였으며, 결국 에센군은 토목보를 포위하여 정통제를 잡아갔다. 중국 역사상 외적과의 전쟁 중 황제가 포로로 잡혀 간 것은 정통제가 처음이다. 이 사건을 토목의 변이라고 한다.
몽골로 끌려간 정통제는 몽골인들로부터 뿔없는 말, 소같은 자라며 조롱당했다. 몽골 황금사에 의하면 에센 타이시는 정통제에게 몰로 자카토라는 여자를 주고, 모코르 세구세(뿔 없는 마소 같은 노복)라는 별명을 지어준 뒤, 욘시예부부의 아산 사미의 노예로 주어졌다.
황제를 포로로 잡아간 에센 타이시는 전세의 유리함을 알고, 명과의 교섭을 시작하려 하였으나 북경 조정은 정통제의 이복동생인 경태제(景泰帝)를 새로운 황제로 옹립한다. 에센족은 포로로 잡은 정통제가 협상에 아무런 영향을 주지 못하자 아무런 조건 없이 1450년에 명나라 조정에 송환했다. 하지만 이미 이복동생인 경태제가 즉위하여 황제가 되었으므로 정통제는 태상황(太上皇)이 되었으나 궁에 유폐되었다.

## 탈문의 변
경태제가 정통제를 유폐시키자 조정은 정통제를 중심으로 하는 파와 경태제를 중심으로 하는 파로 나뉘었다. 경태제는 본래 황태자였던 그의 아들 성화제를 폐하고, 자신의 아들을 황태자로 책봉하였지만 그는 병으로 죽고 만다. 1457년에 병을 앓는 도중 정통제를 중심으로 하는 일파가 정변을 일으켜 경태제는 폐위되었고, 폐위된 지 한 달 후에 급사하였다. 정통제는 천순제라는 이름으로 복위에 성공했다.

## 가족

### 조부모와 부모
- 조부 : 인종 홍희소황제(仁宗 洪熙昭皇帝) 주고치(朱高熾)
- 조모 : 성효소황후(誠孝昭皇后) 장씨(張氏)
- 부친 : 선종 선덕장황제(宣宗 宣德章皇帝) 주첨기(朱瞻基)
- 모친 : 효공장황후(孝恭章皇后) 손씨(孫氏)

### 황후
| 봉호       | 시호                    | 이름(성씨) | 재위년도                        | 생몰년도        | 국구(장인/장모)                                         | 별칭   | 비고   |
| ---------- | ----------------------- | ---------- | ------------------------------- | --------------- | ------------------------------------------------------- | ------ | ------ |
| 황후(皇后) | 효장예황후 (孝莊睿皇后) | 전씨(錢氏) | 1442년 ~ 1449년 1457년 ~ 1464년 | 1426년 ~ 1468년 | 전귀(錢貴) 포씨(包氏)                                   | [ 9 ]  |        |
| 귀비(貴妃) | 효숙황후 (孝肅皇后)     | 주씨(周氏) | (추존)                          | 1430년 ~ 1504년 | 영국공(寧國公) 주능(周能) 영국부인(寧國夫人) 견씨(甄氏) | [ 10 ] | [ 11 ] |

### 후궁
| 봉호       | 시호                        | 이름(성씨) | 생몰년도        | 국구(장인/장모)           | 별칭       | 비고 |
| ---------- | --------------------------- | ---------- | --------------- | ------------------------- | ---------- | ---- |
| 신비(宸妃) | 장정안목신비 (靖莊安穆宸妃) | 만씨(萬氏) | 1432년 ~ 1468년 | 만취(萬聚)                |            |      |
| 혜비(惠妃) | 단정안화혜비 (端靖安和惠妃) | 왕씨(王氏) | 1429년 ~ 1485년 | 왕빈(王彬) 범씨(范氏)     |            |      |
| 숙비(淑妃) | 장정안영숙비 (莊靜安榮淑妃) | 고씨(高氏) | 1429년 ~ 1511년 |                           |            |      |
| 덕비(德妃) | 공단장혜덕비 (恭端莊惠德妃) | 위씨(魏氏) | 1426년 ~ 1469년 | 위충(魏忠) 장씨(張氏)     |            |      |
| 순비(順妃) | 공화안정순비 (恭和安靜順妃) | 번씨(樊氏) | 1414년 ~ 1470년 |                           |            |      |
| 안비(安妃) | 장희단숙안비 (莊僖端肅安妃) | 양씨(楊氏) | 1414년 ~ 1487년 | 양백안(楊伯顔) 장씨(張氏) |            |      |
| 현비(賢妃) | 소숙정단혜비 (昭肅靖端賢妃) | 왕씨(王氏) | 1430년 ~ 1474년 |                           |            |      |
| 경비(敬妃) | 정순의공경비 (貞順懿恭敬妃) | 유씨(劉氏) | ? ~ 1463년      |                           | 혜비(惠妃) |      |
| 여비(麗妃) | 안화영정여비 (安和榮靖麗妃) | 유씨(劉氏) | 1426년 ~ 1512년 | 유림(劉林) 진씨(陳氏)     |            |      |
| 소비(昭妃) | 단장소비 (端莊昭妃)         | 무씨(武氏) | 1431년 ~ 1467년 | 무관(武寬)                |            |      |
| 화비(和妃) | 공안화비 (恭安和妃)         | 궁씨(宮氏) | 1430년 ~ 1467년 | 궁순(宮純)                |            |      |
| 공비(恭妃) | 소정공비 (昭靜恭妃)         | 유씨(劉氏) | ? ~ 1500년      |                           |            |      |
| 현비(賢妃) | 소의현비 (昭懿賢妃)         | 이씨(李氏) |                 |                           |            |      |
| 장비(莊妃) | 공정장비 (恭靖莊妃)         | 조씨(趙氏) | 1446년 ~ 1514년 | 조지(趙智) 오씨(吳氏)     |            |      |
| 성비(成妃) | 공희성비 (恭僖成妃)         | 장씨(張氏) | ? ~ 1504년      |                           |            |      |
| 충비(充妃) | 희각충비 (僖恪充妃)         | 여씨(余氏) |                 |                           |            |      |
| 여비(麗妃) | 혜화여비 (惠和麗妃)         | 진씨(陳氏) | ? ~ 1500년      |                           |            |      |
| 정비(貞妃) | 영정정비 (榮靖貞妃)         | 왕씨(王氏) | 1427년 ~ 1507년 | 왕청(王淸)                |            |      |

### 황자
| -    | 봉호           | 시호   | 이름                          | 생몰년도        | 생모              | 자식     | 별칭       | 비고                       |
| ---- | -------------- | ------ | ----------------------------- | --------------- | ----------------- | -------- | ---------- | -------------------------- |
| 장남 | 황태자(皇太子) |        | 주견준(朱見濬) 주견심(朱見深) | 1447년 ~ 1487년 | 효숙황후 주씨     | 14남 6녀 | 기왕(沂王) | 제8대 황제 성화제(成化帝). |
| 차남 | 덕왕(德王)     | 장(莊) | 주견청(朱見淸) 주견린(朱見潾) | 1448년 ~ 1517년 | 정장안목신비 만씨 | 3남      | 영왕(榮王) |                            |
| 3남  |                |        | 주견식(朱見湜)                | 1449년 ~ 1451년 | 정장안목신비 만씨 |          |            | 요절함.                    |
| 4남  | 허왕(許王)     | 도(悼) | 주견순(朱見淳)                | 1450년 ~ 1453년 | 단정안화혜비 왕씨 |          |            | 요절함.                    |
| 5남  | 수왕(秀王)     | 회(懷) | 주견주(朱見澍)                | 1452년 ~ 1472년 | 장정안영숙비 고씨 | 1녀      |            |                            |
| 6남  | 숭왕(崇王)     | 간(簡) | 주견택(朱見澤)                | 1455년 ~ 1505년 | 효숙황후 주씨     | 3남      |            |                            |
| 7남  | 길왕(吉王)     | 간(簡) | 주견준(朱見浚)                | 1456년 ~ 1527년 | 정장안목신비 만씨 | 1남      |            |                            |
| 8남  | 흔왕(忻王)     | 목(穆) | 주견치(朱見治)                | 1458년 ~ 1472년 | 정장안목신비 만씨 |          |            | 조졸함.                    |
| 9남  | 휘왕(徽王)     | 장(莊) | 주견패(朱見沛)                | 1462년 ~ 1505년 | 공단장혜덕비 위씨 | 6남      |            |                            |

### 황녀
| -    | 봉호                | 이름           | 생몰년도        | 생모              | 부마                      | 별칭               | 비고    |
| ---- | ------------------- | -------------- | --------------- | ----------------- | ------------------------- | ------------------ | ------- |
| 장녀 | 중경공주 (重慶公主) |                | 1446년 ~ 1499년 | 효숙황후 주씨     | 주경(周景)                | 대장공주(大長公主) |         |
| 차녀 | 가선공주 (嘉善公主) |                | ? ~ 1499년      | 단정안화혜비 왕씨 | 왕증(王增)                | 대장공주(大長公主) |         |
| 3녀  | 순안공주 (淳安公主) |                |                 | 정장안목신비 만씨 | 강희후(康僖侯) 채진(蔡震) | 대장공주(大長公主) |         |
| 4녀  | 숭덕공주 (崇德公主) |                | ? ~ 1489년      | 장희단숙안비 양씨 | 양위(楊偉)                | 장공주(長公主)     |         |
| 5녀  | 광덕공주 (廣德公主) | 주연상(朱延祥) | 1454년 ~ 1484년 | 정장안목신비 만씨 | 번개(樊凱)                | 장공주(長公主)     |         |
| 6녀  | 의흥공주 (宜興公主) |                | ? ~ 1514년      | 공단장혜덕비 위씨 | 마성(馬誠)                | 대장공주(大長公主) |         |
| 7녀  | 융경공주 (隆慶公主) |                | 1455년 ~ 1480년 | 장정안영숙비 고씨 | 유태(游泰)                | 장공주(長公主)     |         |
| 8녀  | 가상공주 (嘉祥公主) |                | ? ~ 1483년      | 황비 유씨         | 황용(黃鏞)                | 장공주(長公主)     |         |
| 9녀  | 공주 (公主)         |                |                 | 공단장혜덕비 위씨 |                           |                    | 요절함. |
| 10녀 | 공주 (公主)         |                |                 | 공화안정순비 번씨 |                           |                    | 요절함. |

## 기년과 연호
| 연호       | 사용기간 | 사용기간 | 년수 | 비고 |
| ---------- | -------- | -------- | ---- | ---- |
| 정통(正統) | 1436년   | 1449년   | 14년 |      |
| 천순(天順) | 1457년   | 1464년   | 8년  |      |

## 같이 보기
- 토목의 변
- 조흠의 변
- 명나라